# 约翰·普里查德 (赛艇运动员)
约翰·普里查德（英語：John Pritchard，1957年11月30日—），英国男子赛艇运动员。他曾代表英国参加1980年和1984年夏季奥林匹克运动会赛艇比赛，其中1980年奥运会获得一枚银牌。